# Roland Hébert
Roland Hébert, né vers 1562 et mort le 21 juin 1638 à Bourges, est un prélat français du XVIIe siècle, archevêque de Bourges.

## Biographie
Roland Hébert est d'origine modeste. Il est docteur de Sorbonne, chanoine de Notre-Dame de Paris, grand pénitencier, chantre de l'église collégiale de Saint-Honoré et curé de Saint-Côme.
Il est pourvu de l'archevêché de Bourges à la recommandation du prince de Condé dont il était confesseur durant sa détention au château de Vincennes. Le pape Urbain VIII lui donne le pallium en 1632. Avec les évêques d'Orléans et de Nevers, il est commissaire pour faire l'enquête sur la bienheureuse Jeanne de France, pour parvenir à sa canonisation en 1625. Hébert fait venir à Bourges les oratoriens, les ursulines et les hospitalières.